# Mairari
Mairari fut un Roi des Rois d'Éthiopie et, selon certains historiens, membre de la dynastie Zagoué. On sait peu de choses sur son règne, qui aurait duré 15 ans ou 18 ans. 

## Difficultés de datation exacte
Les noms des rois d'Aksoum sont connus de diverses sources. Ceux qui sont attestés avant la fin du IIIe siècle sont surtout connus par des inscriptions que ces souverains avaient érigées. La monnaie, qui permet une datation plus précise, commence avec Endubis, qui régna de 270 à 300. Les dirigeants après 630 ne frappaient cependant plus de pièces et sont donc connus presque exclusivement à partir de listes ultérieures de dirigeants. Il peut donc encore y avoir de grandes lacunes dans la partie pertinente de la liste.
Voici deux listes possibles des souverains du XIe au XIIIe siècle, avec Mairiri indiqué en italique[réf. nécessaire] :
Première liste
- Germa Seyum (999-1039)
- Yemrehanna Krestos (1039-1079)
- Kedus Harbe (1079-1119)
- Gebre Mesqel Lalibela (1119-1159)
- Na'akueto La'ab	(1159-1207)
- Yetbarek (1207-1247)
- Mairari (1247-1262)
- Harbai (1262-1270)

Variante
- Kedus Harbe (1079-1117)
- Mairari (1117-1133)
- Yemrehana Krestos (1133-1172)
- Gebre Masqel Lalibela (1172-1212 ou 1185-1225)
- Na’akueto La’ab (1212-1260)
- Yetbarek (1260-1268)

E.A. Wallis Budge a écrit que Mairari est mort vers 1308, ce qui le placerait potentiellement dans la dynastie salomonide; d'autres spécialistes placent sa mort avant 1270, lorsque Yekouno Amlak, fondateur de la dynastie salomonienne, est devenu dirigeant. Mairari serait alors un membre de la dynastie Zagoué.